# Open di Zurigo 1995 - Doppio
Il doppio del torneo di tennis Open di Zurigo 1995, facente parte del WTA Tour 1995, ha avuto come vincitrici Nicole Arendt e Manon Bollegraf che hanno battuto in finale Chanda Rubin e Caroline Vis con il punteggio di 4–6, 7–6(4), 6–4.

## Teste di serie
1. Mary Joe Fernández /  Jana Novotná (quarti di finale)
2. Meredith McGrath /  Larisa Neiland (primo turno)

1. Lisa Raymond /  Nataša Zvereva (primo turno)
2. Brenda Schultz /  Rennae Stubbs (primo turno)

## Tabellone

### Legenda
| - Q = Qualificato - WC = Wild card - LL = Lucky loser | - ALT = Alternate - SE = Special Exempt - PR = Protected Ranking | - w/o = Walkover - r = Ritirato - d = Squalificato |